# Фризенбихлер, Кевин
Кевин Фризенбихлер (нем. Kevin Friesenbichler; родился 6 мая 1994 года в Вайце, Австрия) — австрийский футболист, нападающий клуба «Лехия» (Гданьск).

## Клубная карьера

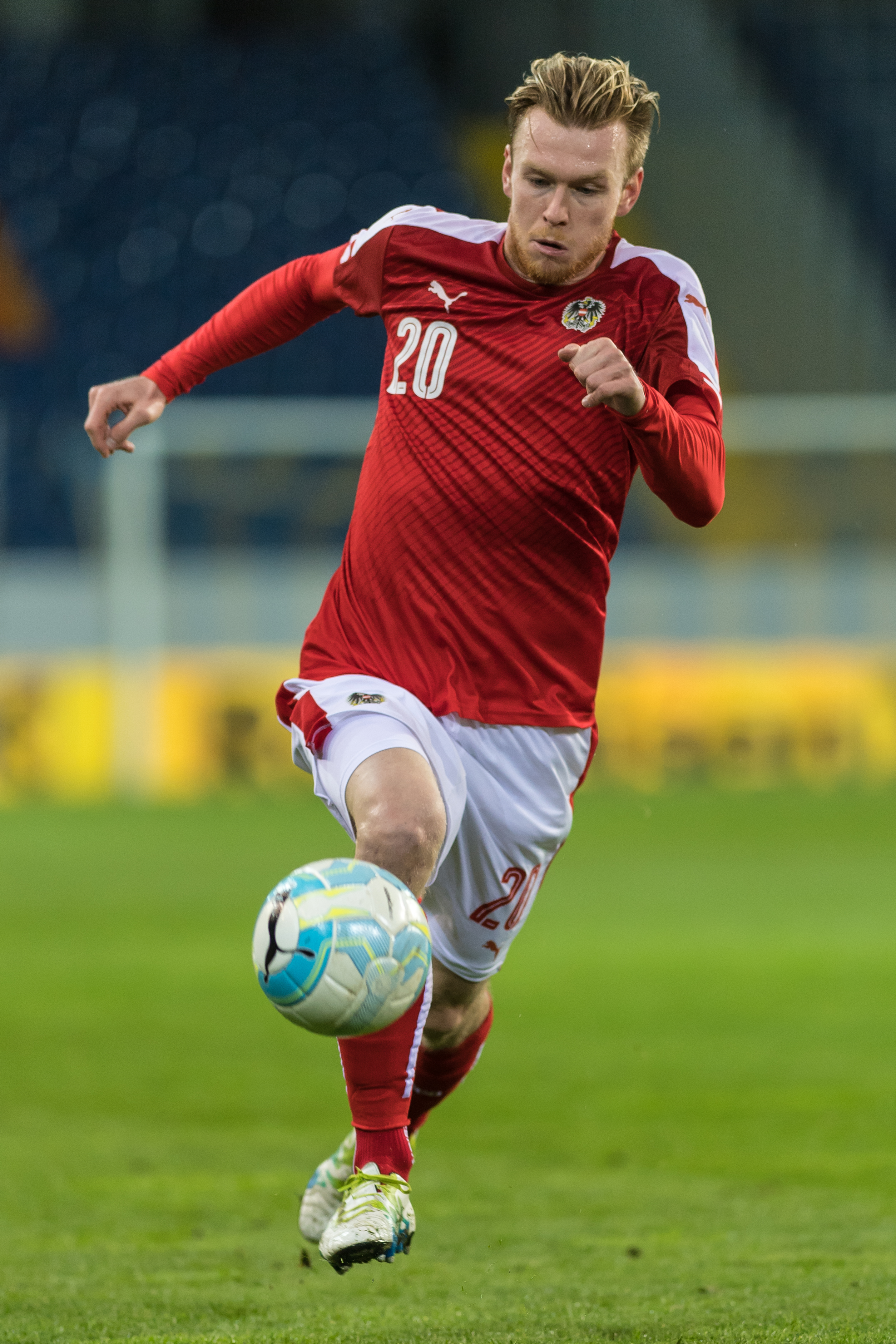
Фризенбихлер в составе молодёжной сборной Австрии

Фризенбихлер начал карьеру играя за юношеские составы «СВ Вайц», «Адмира Ваккер» и венской «Аустрии». В 2010 году Кевина заметили скауты мюнхенской «Баварии» и пригласили в академию клуба. Сумма трансфера составила 500 тыс. евро. В молодёжной команде Фризенбихлер проявил себя, как результативный нападающий, но дебютировать за основу, так и не смог. В 2014 году он на правах свободного агента подписал соглашение с лиссабонской «Бенфикой». Для получения игровой практики Кевин был сразу один в аренду в гданьскую «Лехию». 31 августа в матче против «Руха» он дебютировал в польской Экстраклассе. В этом же поединке Фризенбихлер забил свой первый гол за «Лехию».
Летом 2015 года Кевин на правах аренды вернулся в «Аустрию». 2 августа в матче против «Альтаха» он дебютировал в австрийской Бундеслиге. 25 октября в поединке против венского «Рапида» Фризенбихлер забил свой первый гол за «Аустрию». 15 сентября 2016 года в матче Лиги Европы против румынской «Астры» Кевин забил гол.
В январе 2019 года Фризенбихлер перешел на правах аренды в австрийский клуб «Вольфсберг». В сезоне 2019/20 Фризенбихлер подписал двухлетний контракт с немецким клубом «Оснабрюк». В конце января 2020 года футболист вернулся в Австрию, подписав контракт с клубом «Штурм».
В июне 2021 года перешел в латвийский клуб «РФС».

## Семья
Кевин Фризенбихлер — сын Бруно Фризенбихлера и племянник Гюнтера Фризенбихлера, они оба также были футболистами. Младший брат Кевина Робин с сезона 2016/17 играет в австрийском клубе третьего дивизиона SC Weiz.